# Om ett hjärta
Om ett hjärta är en svensk miniserie från 2008 i regi av Erik Leijonborg med bland andra Solveig Ternström, Paprika Steen och Loa Falkman i rollerna.

## Handling
Marianne och Elisabeth är båda läkare på samma hjärtklinik. De är på många sätt varandras motpoler, men kämpar sida vid sida för en jämlik behandling inom hjärtvården.
Marianne blir ifrågasatt av sin familj och sina kollegor. Varför ska hon jobba dubbel heltid? Hon som har både sin man Björn, dottern Sanna, barnbarnet Saga och sin senildementa mamma Nea att ta hand om. Varför ska hon forska hela nätterna i en medicinsk fråga som det inte verkar finnas några belägg för?
Den enda som stödjer Marianne är Elisabeth som efter hand inser att hypoteserna verkar stämma. Elisabeth som vigt liv åt karriären tvingas samtidigt se över sina livsval då hon träffar den svårt sjuke patienten Henrik. 

## Om serien
Serien, som sändes premiär i SVT mellan 28 januari och 13 februari 2008 kom till efter en idé av Pernilla Oljelund och Solveig Ternström.

## Skådespelare i urval
- Solveig Ternström - Marianne Larsson
- Paprika Steen - Elisabeth Ancker
- Loa Falkman - Björn
- Johan H:son Kjellgren - Jan Hammar
- Jacob Eklund - Henrik
- Ellen Nyman - Sanna
- Christian Wennberg - Micke
- Donald Högberg - Åke Ek
- Ann-Sofie Rase - Ann-Sofie Hammar
- Meta Velander - Nea
- Johan Rabaeus - Sven Trotzig
- Gloria Tapia - Yasemin Rezazi
- Philoméne Grandin - Johanna Apelgren
- Jacob Setterberg - Ola Marklund
- Lena T. Hansson - Birgitta Ek
- Jamila Flores - Saga
- Ann Petrén - Lena Ahlinder
- Fredrik Hammar - Fredrik Stahre
- Gustaf Hammarsten - Johan Starck
- Henrik Lundström - Henriks son

### Fotnoter
1. ↑  ”Om ett hjärta”. Svensk meidedtabas. 28 januari 2008. https://smdb.kb.se/catalog/id/002245519. Läst 21 januari 2017.
2. ↑  ”Om ett hjärta”. Svensk meidedtabas. 11 februari 2008. https://smdb.kb.se/catalog/id/002249964. Läst 21 januari 2017.
3. ↑  Eftertexter till serien.